# Ranunculus ollissiponensis
Ranunculus ollissiponensis é uma espécie de planta com flor pertencente à família Ranunculaceae. 
A autoridade científica da espécie é Pers., tendo sido publicada em Syn. Pl. (Persoon) 2(1): 106. 1806.

## Portugal
Trata-se de uma espécie presente no território português, nomeadamente os seguintes táxones infraespecíficos:
- Ranunculus ollissiponensis subsp. ollissiponensis - presente em Portugal Continental. Em termos de naturalidade é endémica da Península Ibérica. Não se encontra protegida por legislação portuguesa ou da Comunidade Europeia.